# 大安事業體系
大安事業體系（：／），是朝鮮於1960 - 1970年代提倡的經濟政策。

## 概説
受毛澤東主導的大躍進的影響，金日成繼青山里方式後，在1961年12月平安南道大安郡的大安電機工場現場指導時提倡大安事業體系。
概要如下:
- 下級上級互相幫助，是朝鮮勞動黨的一貫路綫
- 黨委員會是工場内的最高指導機關
- 政治活動先行，經濟技術活動與之緊密结合
- 統一的，總合的生産指導
- 統一的，中央集中的資金材料供給

從来朝鮮的工場與企業，除了最高負責人企業長，都是由技術專家管理營運。現在企業由黨支部直轄，使金日成影響力滲入工業體系，達到強化其權力基礎的目的。
但因駐企業黨工的教條主義，脫離現實，對專門技術者獵巫般的排斥，造成生産力劣化和勞動者工作意欲下降，也是後來朝鮮經濟崩潰一因。